# Jan Sikking
Jan Sikking (21 aprile 1943) è un ex cestista olandese.

## Carriera
Con i Paesi Bassi ha disputato i Campionati europei del 1975.